# Episodi di Perry Mason (serie televisiva 2020) (prima stagione)
La prima stagione della serie televisiva Perry Mason, composta da otto episodi, è stata trasmessa sul canale statunitense via cavo HBO dal 21 giugno al 9 agosto 2020.
In Italia, la stagione è stata resa disponibile l'11 settembre 2020 su Sky Box Sets e in streaming su Now TV e trasmessa il giorno stesso su Sky Atlantic.
| nº | Titolo originale | Prima TV USA   | Prima TV Italia   |
| -- | ---------------- | -------------- | ----------------- |
| 1  | Chapter One      | 21 giugno 2020 | 11 settembre 2020 |
| 2  | Chapter Two      | 28 giugno 2020 | 11 settembre 2020 |
| 3  | Chapter Three    | 5 luglio 2020  | 11 settembre 2020 |
| 4  | Chapter Four     | 12 luglio 2020 | 11 settembre 2020 |
| 5  | Chapter Five     | 19 luglio 2020 | 11 settembre 2020 |
| 6  | Chapter Six      | 26 luglio 2020 | 11 settembre 2020 |
| 7  | Chapter Seven    | 2 agosto 2020  | 11 settembre 2020 |
| 8  | Chapter Eight    | 9 agosto 2020  | 11 settembre 2020 |

## Chapter One
- Diretto da: Tim Van Patten
- Scritto da: Rolin Jones e Ron Fitzgerald

### Trama
Los Angeles, 1932: durante gli anni bui che seguono la Grande depressione, l'investigatore privato Perry Mason, assieme al socio e amico Pete Strickland, sbarca il lunario scovando segreti e perversioni di alcune star del cinema muto. Quando la città è sconvolta dal brutale omicidio del piccolo Charlie, un neonato rapito per chiedere un riscatto ai genitori, l'avvocato "E.B." Jonathan, assunto dal milionario Herman Baggerly per difendere i genitori sospettati dalla polizia, cerca di coinvolgere Perry nel caso del piccolo Charlie. Immerso in problemi personali, divorziato e senza soldi, con un passato nelle trincee della prima guerra mondiale che lo ha segnato profondamente, il detective accetta il caso con poca convinzione, ma poi inizia le indagini con acume e perseveranza, grazie anche all'aiuto della segretaria di E.B., Della Street. Nell'indagine emergono pian piano elementi che mettono in luce come la polizia abbia trattato superficialmente il caso, sospettando fin da subito solo dei genitori. Il detective Ennis, in particolare, è direttamente coinvolto nel rapimento: con una scusa, dà appuntamento ai rapitori e li uccide a sangue freddo.

## Chapter Two

### Trama
Nel corso del suo sermone,la predicatrice evangelica Alice, con una mossa a sorpresa, offre il supporto morale e finanziario della chiesa ai genitori del bambino rapito.

## Chapter Three

### Trama
Grazie all'aiuto di Virgil, il suo contatto nell'obitorio della città, Perry Mason entra in possesso di prove top secret, per poi mettere sotto torchio un riluttante Drake.